# Église Sainte-Marie-Madeleine de Nézignan-l'Évêque
L'église Sainte Marie-Madeleine est une église catholique de style roman située à Nézignan-l'Évêque dans le département français de l'Hérault en région Occitanie.

## Historique
Nézignan-l'Évêque est mentionnée dans le cartulaire du chapitre épiscopal d'Agde sous le nom de Nasinianum villa en 848 et de Castrum Nazinianum en 1173.
L'église Sainte-Marie-Madeleine est construite au XIIe siècle et subit des transformations aux XIVe, XVe et XVIIIe siècles.
Le portail du XVIIIe siècle fait l'objet d'une inscription au titre des monuments historiques depuis le 23 avril 1953.

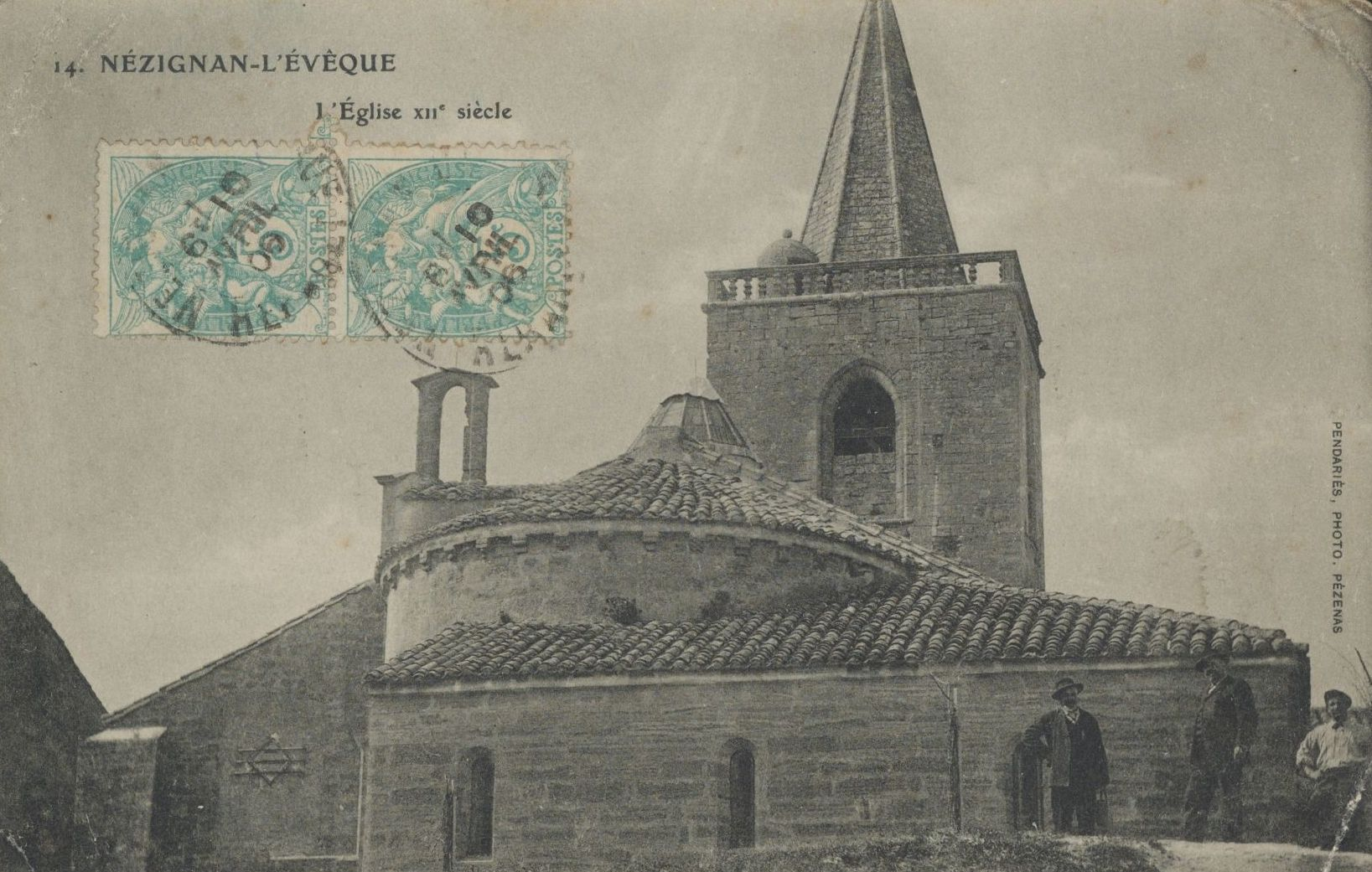
Carte postale de l'église du XIIe siècle en 1906.
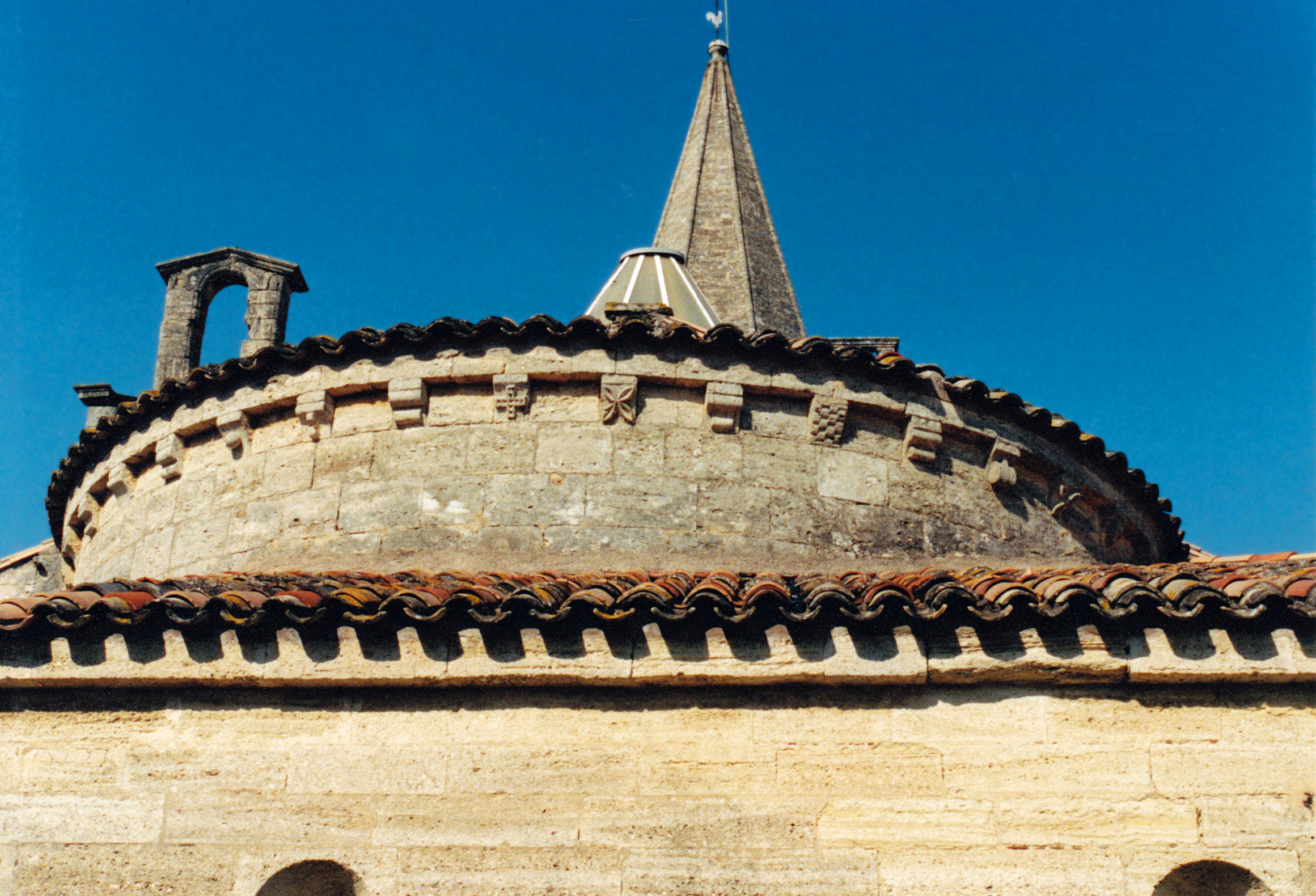
Les modillons du chevet.

## Architecture

### Architecture extérieure
L'église Sainte Marie-Madeleine possède un remarquable chevet roman semi-circulaire édifié en pierre de taille assemblée en grand appareil et présentant les caractéristiques de l'opus monspeliensis, type de parement alternant assises de pierres posées à plat et assises de pierres posées sur champ utilisé dans la région de Montpellier.
Ce chevet, couvert de tuiles, possède une corniche débordante soutenue par de remarquables modillons sculptés ornés de motifs géométriques : croix, damier, boule, fleur stylisée, rouleaux…
Le chevet, partiellement masqué par la sacristie bâtie au XVIIIe siècle, est dominé par un imposant clocher carré surmonté d'un parapet et d'une flèche octogonale. Ce clocher date probablement du XVe siècle.
L'intérieur est constitué d'une belle nef romane surmontée d'une voûte en berceau soutenue par de puissants arcs-doubleaux, ainsi que d'une abside voûtée en cul-de-four percée de trois baies cintrées à colonnettes dont deux sont bouchées par la sacristie ajoutée au XVIIIe siècle.
Le porche roman d'origine est masqué par un portail construit au XVIIIe siècle qui constitue paradoxalement le seul élément architectural de l'église bénéficiant d'une protection. Ce portail, encadré de pilastres cannelés surmontés de chapiteaux à feuilles d'acanthe, présente des piédroits et un linteau ornés de bossages. Les pilastres et le linteau supportent un entablement orné d'une frise de rinceaux et d'une frise de denticules. Cet entablement est surmonté d'un fronton courbe orné d'un bas-relief.

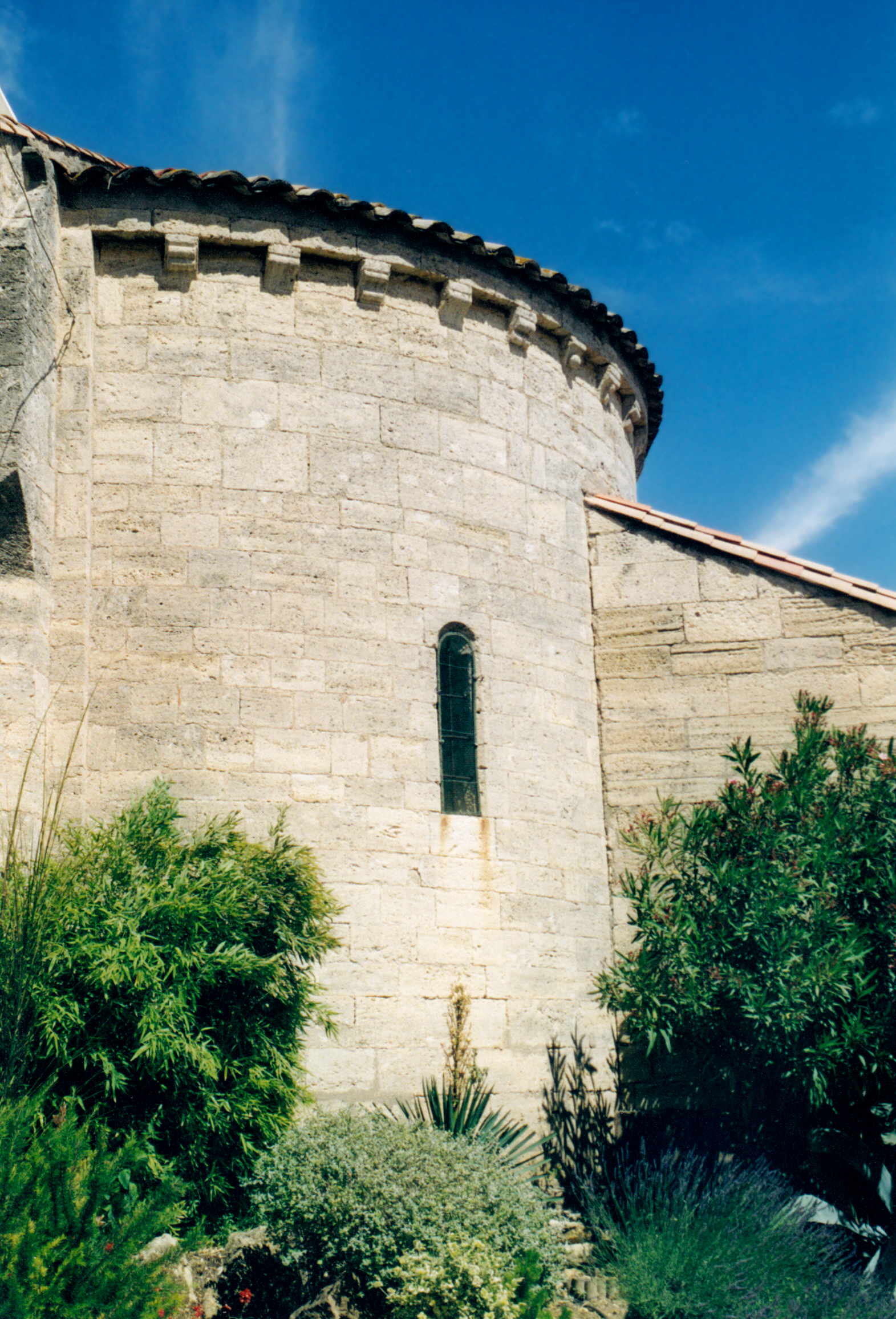
Le chevet.
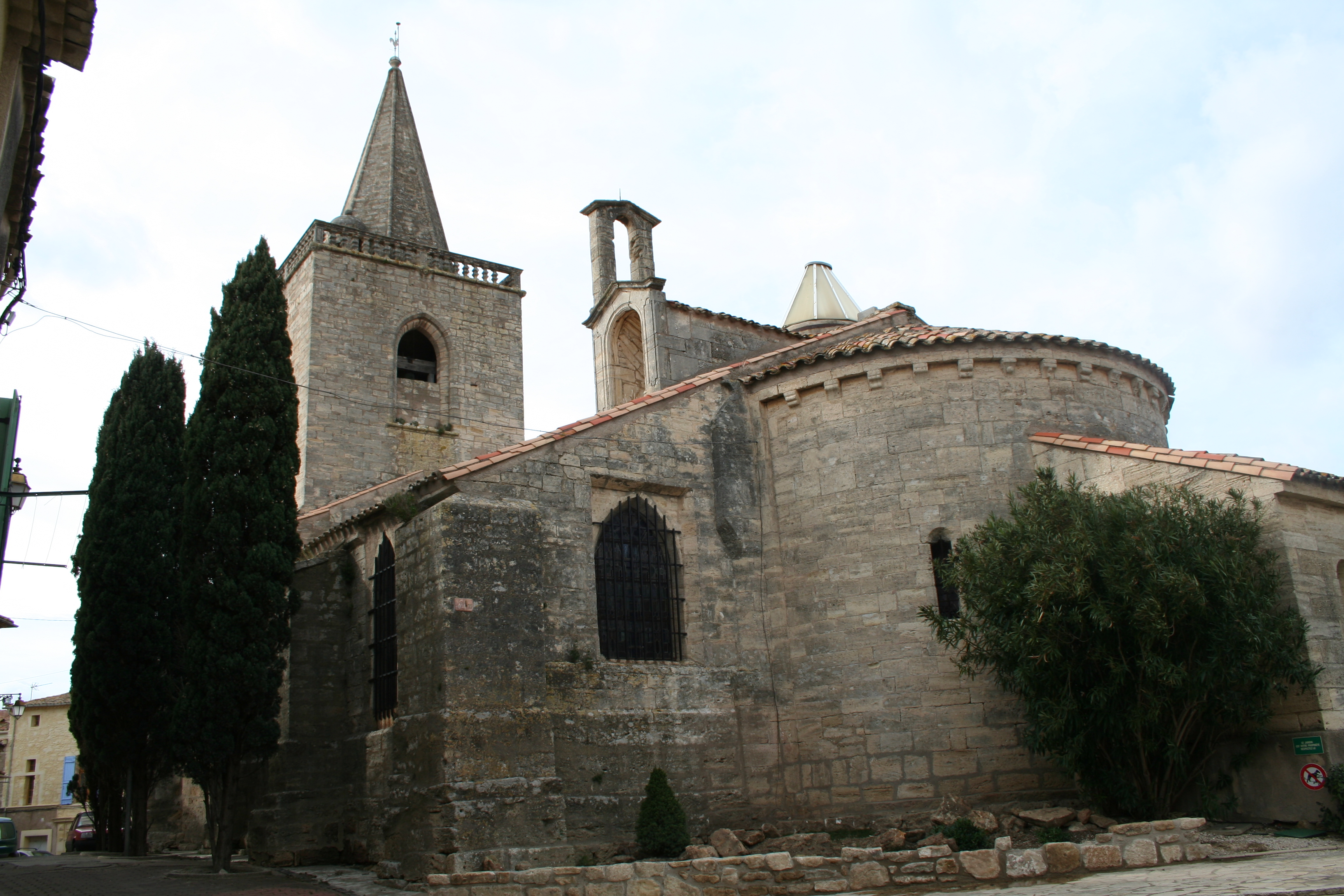
Vue générale.
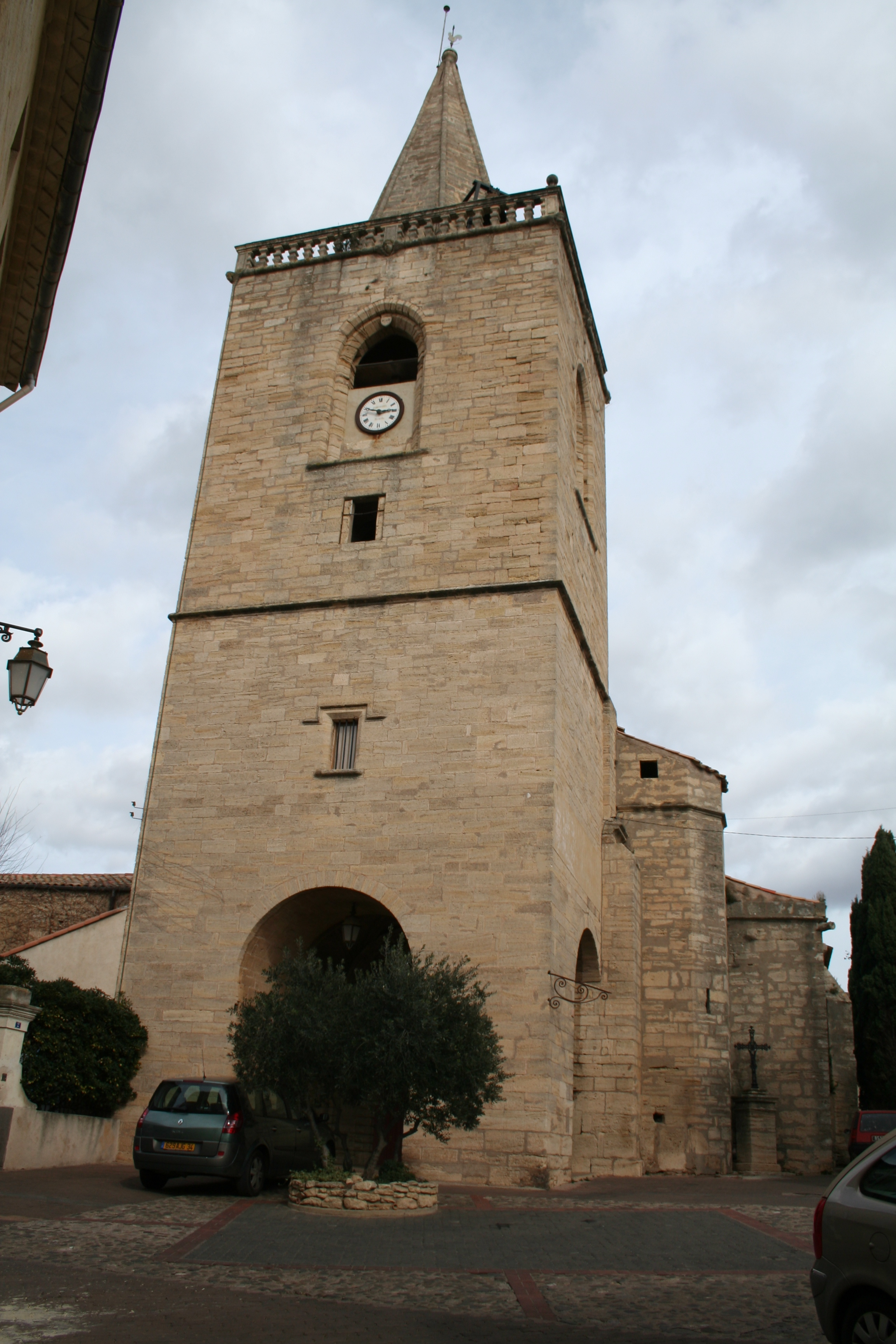
Clocher.
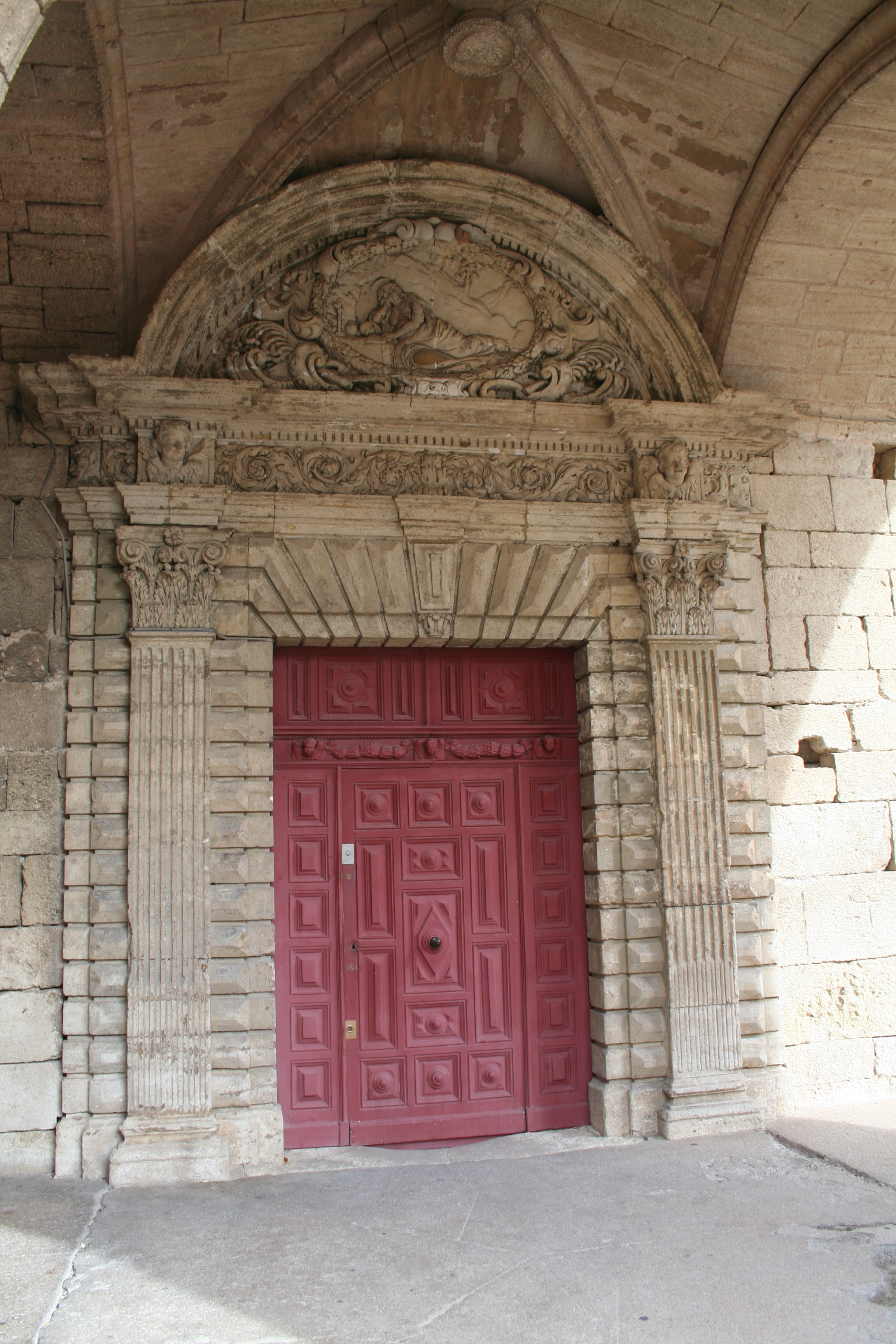
Portail.

### Architecture intérieure

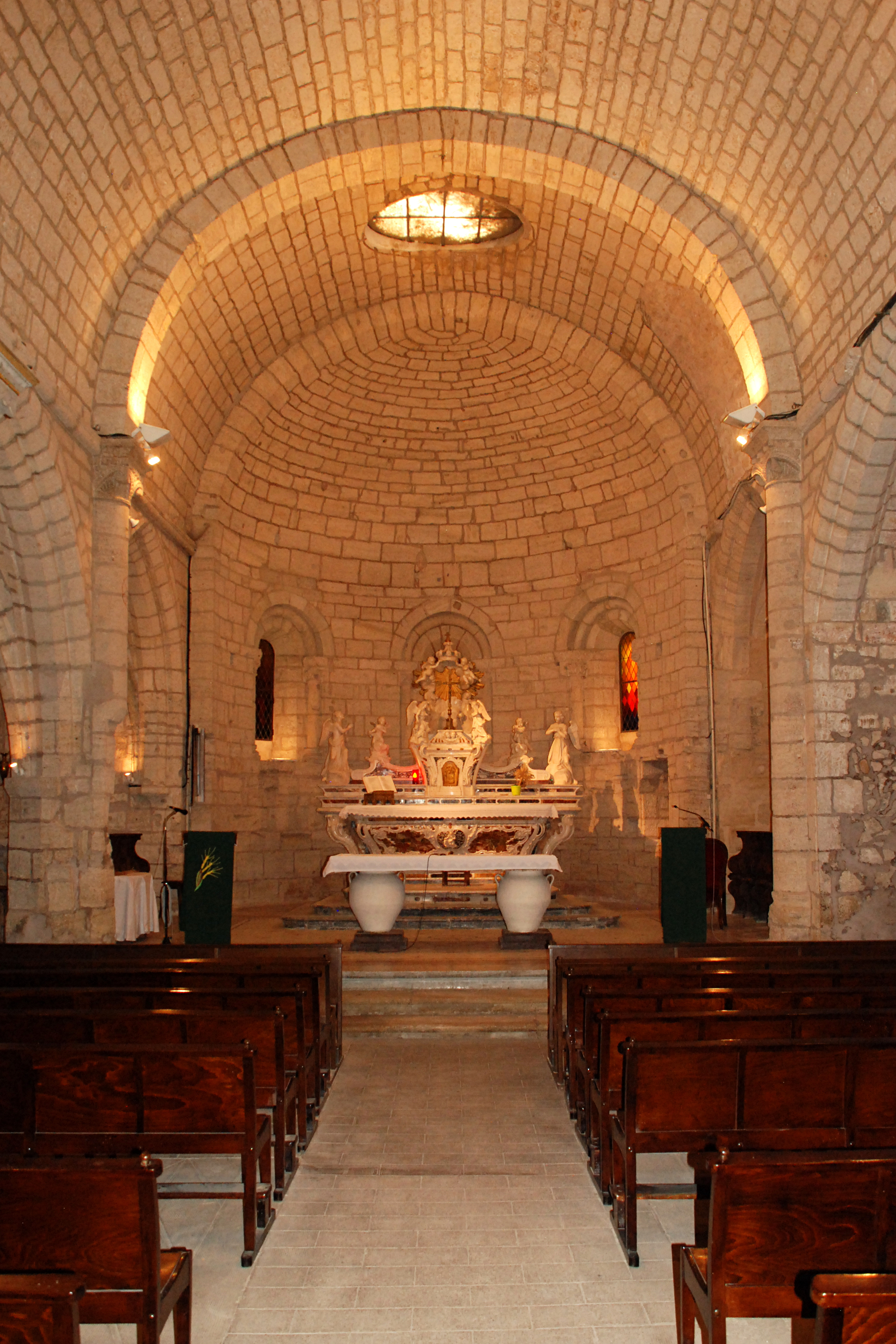
Vue d'ensemble de la nef.
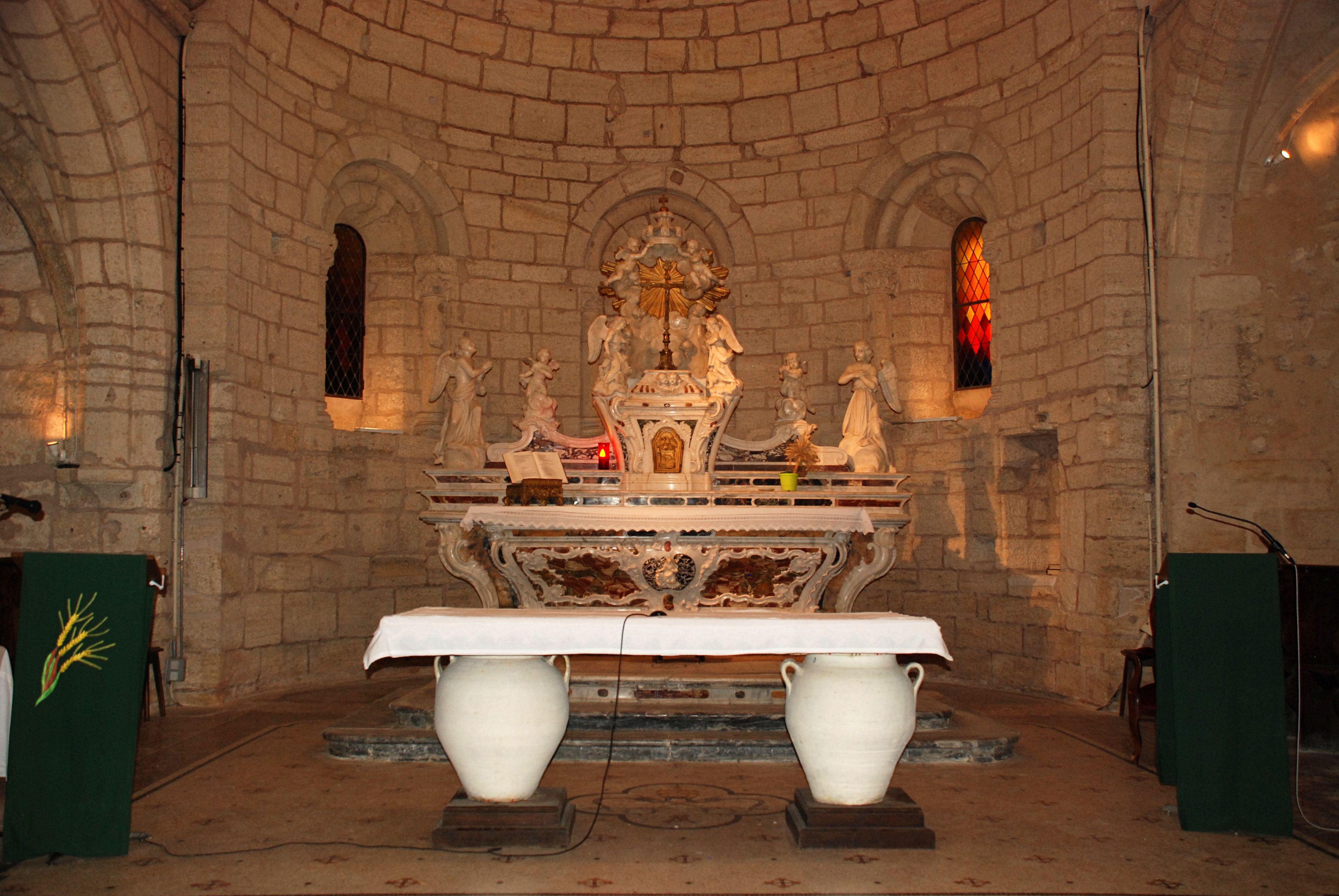
Le maître d'autel en 2015.